# Гулямия
«Гулями́я» (узб. غلامیا / Gʻulomiya / Ғуломия)— крупная типография в Ташкенте, существовавшая в начале XX века. Была открыта в 1889 году Гуля́м Хаса́н Арифджа́новым как мастерская по изготовлению обложек для книг, а в 1908 году превращена в полиграфическую типографию. Гулям Хасан Арифджанов являлся известным хатта́том (мастером или писарем по арабской и персидской каллиграфии), увлекался поэзией и литературой. Типография была закрыта после Октябрьской революции 1917 года большевиками.
Одной из первых произведений выпущенных на типографии Гулямия являлось «Шахнаме» Абулькасима Фирдоуси. Далее были выпущены книги известных средневековых узбекских (чагатайских) и персидских классиков, таких как «Диван» Навои, «Газелият» Физули и другие. Также этой типографией печатался «Баяз» Мукими, а также Коран. В среднем, тираж каждой книги составлял две или три тысячи экземпляров. В общей сложности, в типографии были напечатаны более ста наименований книг, журналов и газет.